# Kurczewo
Kurczewo – osada w Polsce położona w województwie pomorskim, w powiecie chojnickim, w gminie Chojnice.
Osada wchodzi w skład  w sołectwa Swornegacie.
W latach 1975–1998 miejscowość administracyjnie należała do województwa bydgoskiego.